# Patrick Bauer (Fußballspieler)
Patrick Bauer (* 28. Oktober 1992 in Backnang) ist ein deutscher Fußballspieler, der seit 2019 beim englischen Zweitligisten Preston North End unter Vertrag steht.

## Karriere

### Im Verein
Bauer wechselte in der Jugend 2005 von der TSG Backnang 1919 zum VfB Stuttgart. Mit der U-17 des VfB wurde er in der Saison 2008/09 Deutscher B-Junioren-Meister.
Sein Profidebüt gab Bauer bereits als A-Jugendlicher am 30. Oktober 2010 am 14. Spieltag der Saison 2010/11 für die zweite Mannschaft der Stuttgarter in der 3. Liga gegen den SSV Jahn Regensburg. Im Mai 2011 unterschrieb Bauer beim VfB Stuttgart einen bis 2015 datierten Profivertrag. Am 29. Juli 2011 gab er in der ersten Runde des DFB-Pokals gegen den SV Wehen Wiesbaden sein Pflichtspieldebüt für die Bundesligamannschaft des VfB Stuttgart.
Patrick Bauer wurde am 17. August 2012 bis zum Ende der Saison 2012/13 an den portugiesischen Erstligisten Marítimo Funchal verliehen. Am 26. August 2012 debütierte Bauer für die zweite Mannschaft von Marítimo Funchal in der Segunda Liga gegen die zweite Mannschaft von Vitória Guimarães. Sechs Tage später erzielte Bauer gegen die B-Mannschaft von Sporting Lissabon seinen ersten Treffer in der zweithöchsten portugiesischen Fußballspielklasse. Bis zum Saisonende 2012/13 absolvierte er für Marítimo B insgesamt 36 Zweitligaspiele und erzielte dabei fünf Treffer.
Nachdem Bauer im Sommer 2013 nach Stuttgart zurückgekehrt war und mit der Bundesligamannschaft des VfB auch die Vorbereitung absolviert hatte, wechselte er am 25. Juli 2013 endgültig zu Marítimo Funchal und unterzeichnete einen Dreijahresvertrag in Funchal.
Zur Saison 2015/16 verpflichtete ihn der englische Zweitligist Charlton Athletic. Mit Charlton stieg er 2016 in die EFL League One ab. In der Saison 2018/19 gelang ihm mit dem Klub der Wiederaufstieg in die zweite Liga. Bauer erzielte dabei im Relegationsfinale vor 76.000 Zuschauern im Wembley-Stadion das entscheidende Tor zum 2:1-Sieg in der Nachspielzeit. Trotz des Aufstieges mit Charlton wechselte er in der Sommerpause 2019 zum ebenfalls in der zweiten Liga spielenden Verein Preston North End.

### Nationalmannschaft
Bauer spielte bereits für mehrere deutsche Jugendnationalmannschaften. Am 17. März 2009 debütierte Patrick Bauer gegen die Ukraine für die U-17-Nationalmannschaft von Deutschland. Mit der deutschen U-18-Nationalmannschaft erreichte er beim Milk Cup im Juli 2009 den dritten Platz. Dabei verwandelte Bauer im Spiel um Platz 3 einen Elfmeter. Am 5. Oktober 2011 absolvierte er sein erstes Spiel für die deutsche U-20 gegen Italien und erzielte dabei einen Treffer.